# خاویر گارسیا (ورزشکار پرش با نیزه)
خاویر گارسیا (اسپانیایی: Javier García‎؛ زادهٔ ۲۲ ژوئیهٔ ۱۹۶۶) ورزشکار پرش با نیزه اهل اسپانیا بود.